# Comuna de Suchedniów
Suchedniów (polaco: Gmina Suchedniów) é uma gminy (comuna) na Polónia, na voivodia de Santa Cruz e no condado de Skarżyski. A sede do condado é a cidade de Suchedniów.
De acordo com os censos de 2006, a comuna tem 10 904 habitantes, com uma densidade 145,50 hab/km².

## Área
Estende-se por uma área de 74,94 km², incluindo:
- área agricola: 27%
- área florestal: 60%

## Demografia
Dados de 30 de Junho 2004:
|                      | Total   | Total | Mulheres | Mulheres | Homens  | Homens |
| -------------------- | ------- | ----- | -------- | -------- | ------- | ------ |
|                      | pessoas | %     | pessoas  | %        | pessoas | %      |
| População            | 11 015  | 100   | 5644     | 51,2     | 5371    | 48,8   |
| Densidade (pop./km²) | 146,9   | 100   | 75,3     | 75,3     | 71,7    | 71,7   |

De acordo com dados de 2005, o rendimento médio per capita ascendia a 1356,12 zł.

## Comunas vizinhas
- Bliżyn, Bodzentyn, Łączna, Skarżysko-Kamienna, Wąchock